# Sonqor
Le sonqor (ou sonqori) est une langue turque parlée dans la Province de Kermanshah en Iran, dans la ville de Sonqor, située à 84 kilomètres au Nord-Est de Kermanshah, dans les montagnes du Zagros, et dans deux petits villages proches.

## Classification interne
Le sonqor est une langue oghouze, la branche méridionale des langues turques, comme l'azéri ou le qashqai parlés aussi en Iran.

## Phonologie
La petite ville de Sonqor est entourée par des régions de langue kurde, gurani, luri et laki. Le parler turk local subit une forte influence de l'iranien dans sa phonétique.

### Voyelles
Les voyelles propres aux langues turques ont disparu. Ainsi, ö [ø] est devenu u [u], parfois ü [y], ï [ɨ] a évolué en i [i] .

### Consonnes
La vélaire q [q] passe souvent à ɢ [ɢ]: « sourcil » et « oiseau » sont ɢaš et ɢuš. Autre particularité, d [d], en position intervocalique et finale, peut devenir r [r], voire ṛ [ɽ]: « père » est dädä ou däṛä. La labiale p [p] devient v [v], entre deux voyelles: gʊväy, guväy, gɤväy, « nombril ».